# Batalha de Quitombo
A Batalha de Quitombo (Kitombo) foi uma batalha militar entre as forças do Principado de Soio, anteriormente uma província do Reino do Congo, e a colónia portuguesa de Angola a 18 de outubro de 1670. No início do ano, uma força expedicionária dos portugueses invadiu Soio com a intenção de encerrar sua existência independente. Soio era apoiado pelo Reino de Angoio, que fornecia homens e equipamentos, e pelos holandeses, que forneciam armas, canhões ligeiros e munições. A força combinada Soio-Angoio estava sob Estêvão da Silva e os portugueses por João Soares de Almeida. Ambos os comandantes foram mortos na batalha, que resultou numa vitória decisiva do Soio. Poucos porstugues, se algum, escaparam da morte ou da captura.

## Antecedentes
Os portugueses há muito negociavam com o Reino do Congo, principalmente vendo-o como fonte de escravos. Em 1665, um exército português invadiu o reino e derrotou o seu exército na Batalha de Ambuíla. O combate resultou numa esmagadora vitória portuguesa que terminou com a morte do manicongo António I (r. 1661–1665) e boa parte da nobreza. Depois, o Congo rachou numa guerra civil brutal entre a Casa de Quinzala, a qual António pertencia, e a Casa de Quimpanzo. Soio, lar de muitos partidários Quimpanzo, estava ansioso para tirar vantagem do caos. Poucos meses depois da tragédia em Ambuíla, o príncipe do Soio invadiu a capital de São Salvador e instalou no trono o seu protegido Afonso II. Isso aconteceu novamente em 1669 com a colocação de Álvaro IX no trono.
A esta altura, tanto os portugueses como as autoridades centrais do Congo estavam a ficar cansados da intromissão de Soio. Enquanto os Quinzala e outros no Congo viviam com medo de uma invasão do Soio, o governador de Luanda temia seu poder crescente. Com acesso a mercadores holandeses dispostos a vender-lhes armas e canhões, além de acesso diplomático ao papa, estava a caminho de se tornar tão poderoso quanto Congo antes de Ambuíla. Comprometendo-se com o impensável, a fraca autoridade central do Congo pediu a Luanda que invadisse Soio. Em troca, a Portugal foi prometido dinheiro, concessões minerais e o direito de construir uma fortaleza em Soio para impedir a entrada dos holandeses.

## Preparações

Reino do Congo cerca de 1701 e as principais facções da guerra civil

O governador de Luanda, Francisco de Távora, ordenou que uma força lusitana, acrescida de aliados nativos como os temidos imbangalas, esmagasse Soio. Liderada por João Soares de Almeida, era a mais poderosa força colonial que se organizou na África Central até então. Incluía 400 mosqueteiros, um raro destacamento de cavalaria, 4 canhões leves, número desconhecido de arqueiros de carga, auxiliares imbangalas e algumas embarcações navais. O príncipe do Soio, Paulo da Silva, recebeu a notícia e se preparou. Numa demonstração surpreendente de unidade pós-Ambuíla, pediu ajuda do Angoio. Angoio era ao menos nominalmente subordinado ao manicongo, mas se distanciou no século XVII. Angoio, que possuía uma grande frota de embarcações de calado raso, enviou muitos soldados ao vizinho ao sul em antecipação ao ataque. Existem poucos detalhes sobre como exatamente a campanha foi travada. Foi dividido em duas fases, sendo a primeira a Batalha do Ambidizi, um combate breve mas sangrento ao norte do rio Ambidizi em junho. Posteriormente, os portugueses avançaram ainda mais para o Congo.

## Batalha
A batalha ocorreu perto ou numa área arborizada chamada Anfinda Angula, perto da vila de Quitombo, em outubro. No interior, ambas as forças foram capazes de se reorganizar e repor seus suprimentos. O exército do Soio aproveitou este tempo para se reequipar com mais armas dos seus aliados holandeses. As forças congos reuniram-se em Anfinda Angula, que serviu bem ao Soio nas suas batalhas contra o Congo durante as invasões de Garcia II (r. 1641–1660). O exército Soio-Angoio se reuniu em torno de Estêvão da Silva e suas peças de artilharia leve. O acesso da artilharia portuguesa foi difícil, permitindo à força aliada utilizar as peças do campo ligeiro holandês com bons resultados. Então atacaram e derrotaram os portugueses. O exército colonial foi totalmente destruído. Os portugueses não mortos na batalha morreram afogados ao tentarem fugir para o outro lado do rio ou foram capturados. Diz a lenda que os cativos foram oferecidos como escravos brancos aos holandeses. Seu comandante, de Almeida, morreu durante a batalha. O número de vítimas entre as forças do Soio é desconhecido.

## Rescaldo
Quitombo foi uma derrota humilhante para os portugueses e uma bênção para o Estado do Soio. A Angola portuguesa permaneceu hostil ao Soio e ao Congo, mas não ousaram se aventurar ali. Soio e a Casa de Quimpanzo tornaram-se ainda mais poderosos na política local, mas nunca alcançaram a riqueza do Congo pré-Ambuíla como os portugueses temiam. O príncipe seguinte do Soio utilizou os contatos holandeses do Estado, nomeadamente através de missionários capuchinhos, para persuadir o papa a intervir em seu nome. A pedido do Soio, o papa enviou um núncio papal ao rei de Portugal, que obteve um acordo reconhecendo a independência do Soio e pondo fim a novas tentativas contra a sua soberania.